# Rio Bazga
O Rio Bazga é um rio da Romênia afluente do Bohotin, localizado no distrito de Iaşi.